# Бабаян, Ваан (футболист)
Ваан Бабаян (род. 24 июля 1981) — армянский футболист.
В высшей лиге Армении играл за команды «Двин» Аштарат (1999), «Динамо» Ереван (2000), «Динамо-2000» Ереван (2001—2002), «Мика» Аштарак (2002) и «Киликия» Ереван (2005—2006), дивизионом ниже — за «Спартак» Ереван.